# Muzeum Hutnictwa i Przemysłu Maszynowego w Chlewiskach
Muzeum Hutnictwa i Przemysłu Maszynowego w Chlewiskach – muzeum, położone w Chlewiskach (powiat szydłowiecki). Placówka mieści się w hucie żelaza, powstałej pod koniec XIX w. i stanowi oddział terenowy Narodowego Muzeum Techniki w Warszawie.

## Opis
Huta żelaza w Chlewiskach powstała w latach 1890-1892. Początkowo należała do rodziny Platerów, a następnie – do Spółki Akcyjnej Handlowo-Przemysłowej „Elibor”. W 1939 roku została oddana w dzierżawę Hucie Pokój z Rudy Śląskiej, która prowadziła tam produkcję tylko do 1940 roku. Po II wojnie światowej częściowo wznowiono produkcję, natomiast już w 1960 roku zakład przejęło Muzeum Techniki NOT w Warszawie.
W muzeum prezentowany jest system wielkopiecowy, opalany węglem drzewnym, w skład którego wchodzą – oprócz pieca – wieża wyciągowa o napędzie wodnym, dwie dmuchawy leżące, dwa komplety nagrzewnic rekuperatorowych, odpylacz i trzy prażaki rudy. Był to ostatni piec hutniczy w Europie, który był opalany węglem drzewnym.

Oprócz wyposażenia huty, w obiekcie prezentowane są następujące ekspozycje:
- wystawa maszyn do obróbki metali: frezarek, wiertarek, pras śrubowych, w części pochodzących z warszawskiej fabryki Norblin, Bracia Buch i T. Werner[2]. Niektóre z urządzeń wyprodukowano w polskich firmach: Zakładach Cegielskiego w Poznaniu, warszawskiej Fabryce Karabinów oraz łódzkim  Towarzystwie John, Krebs & Co; reszta pochodzi z zagranicy,
- wystawa motoryzacyjna, w ramach której prezentowane są samochody i motocykle zarówno przedwojenne (m.in. polski Fiat 508, Tatra 57, Citroen BL 11), jak i powojenne (m.in. prototyp Syreny, Warszawa 223 kombi, SFM Junak M10, SHL M04),
- warsztaty rzemieślnicze: krawiecki i szewski.

## Galeria

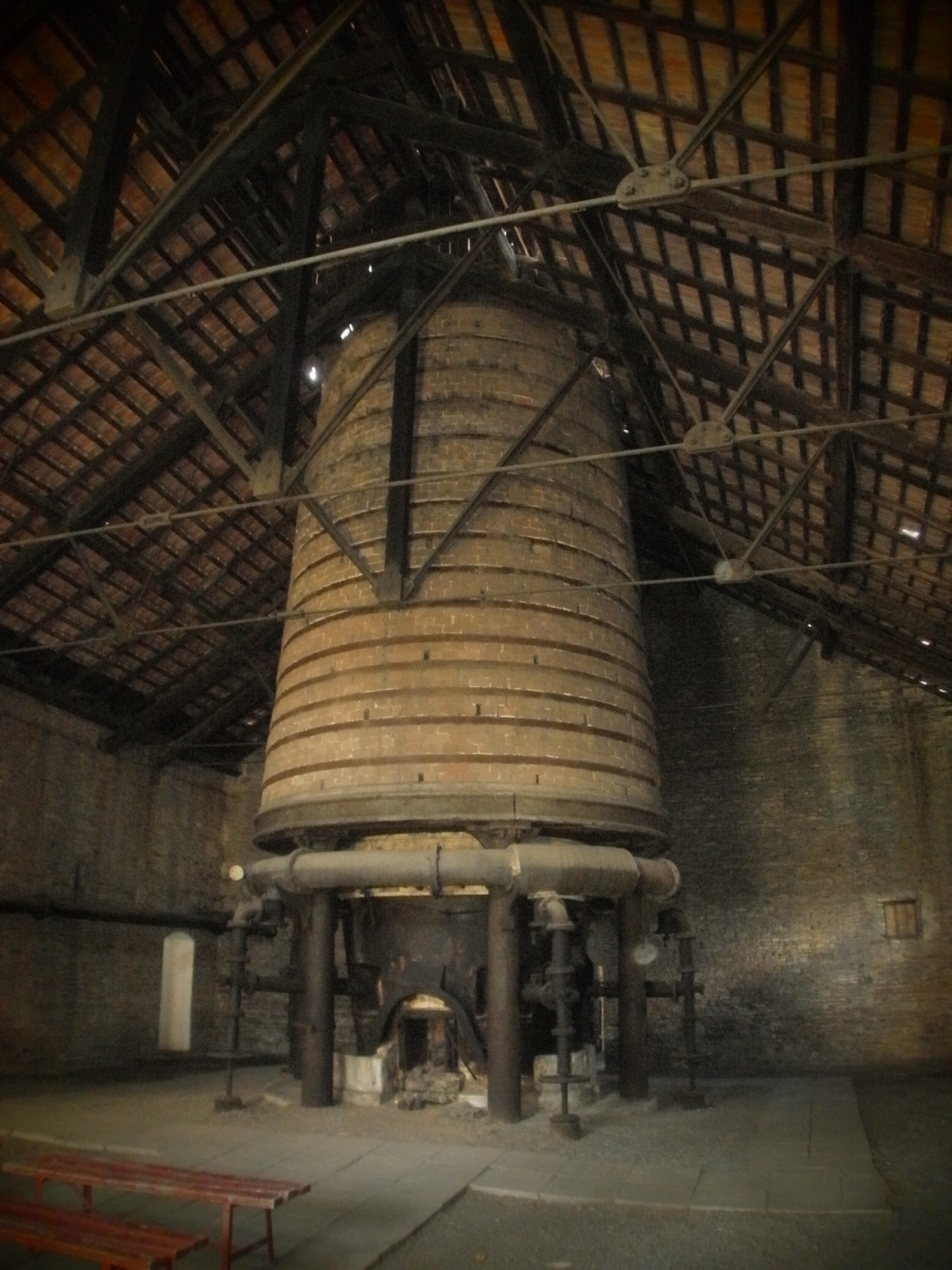
Wielki piec
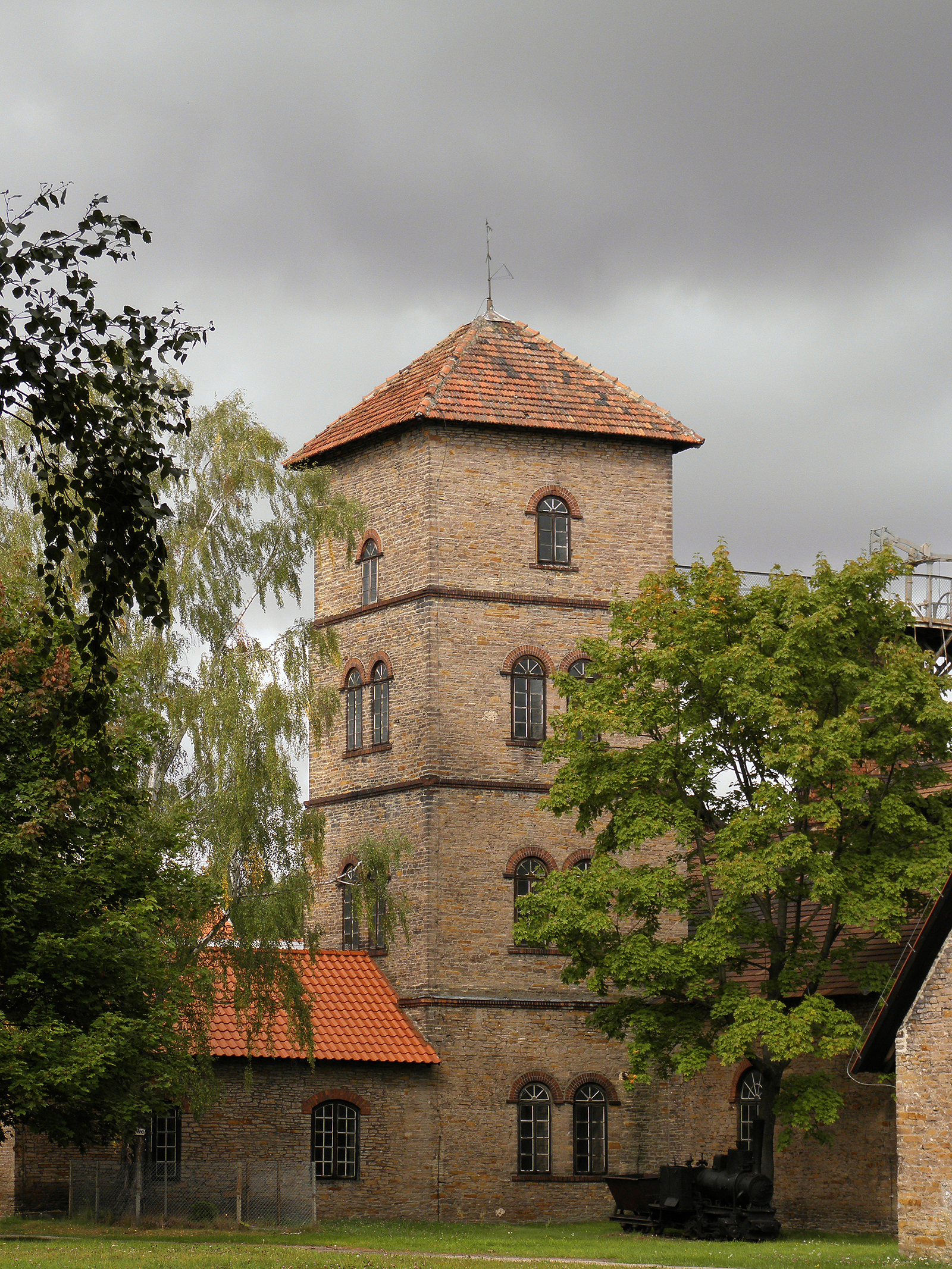
Wieża wyciągowa
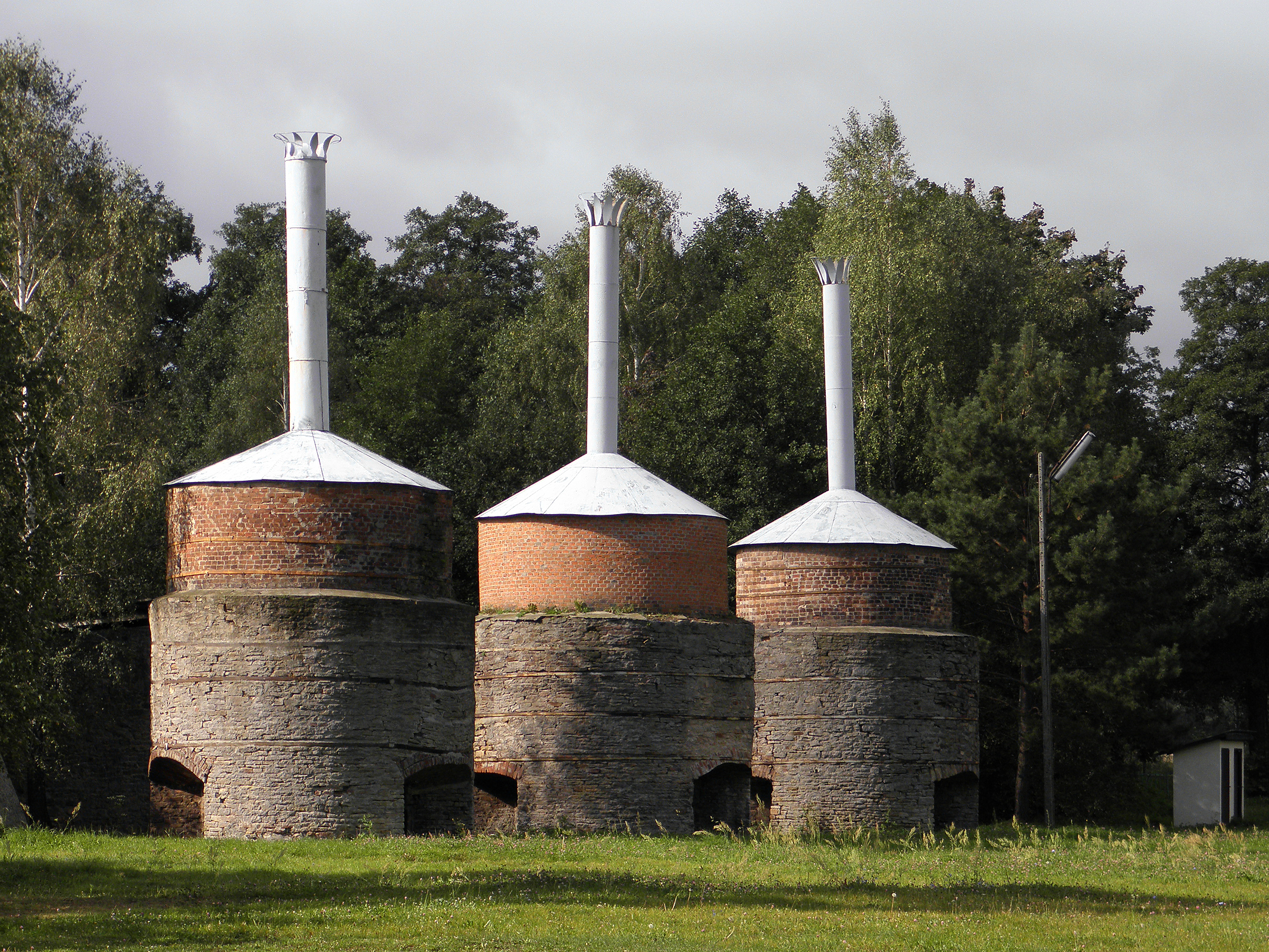
Prażaki rudy
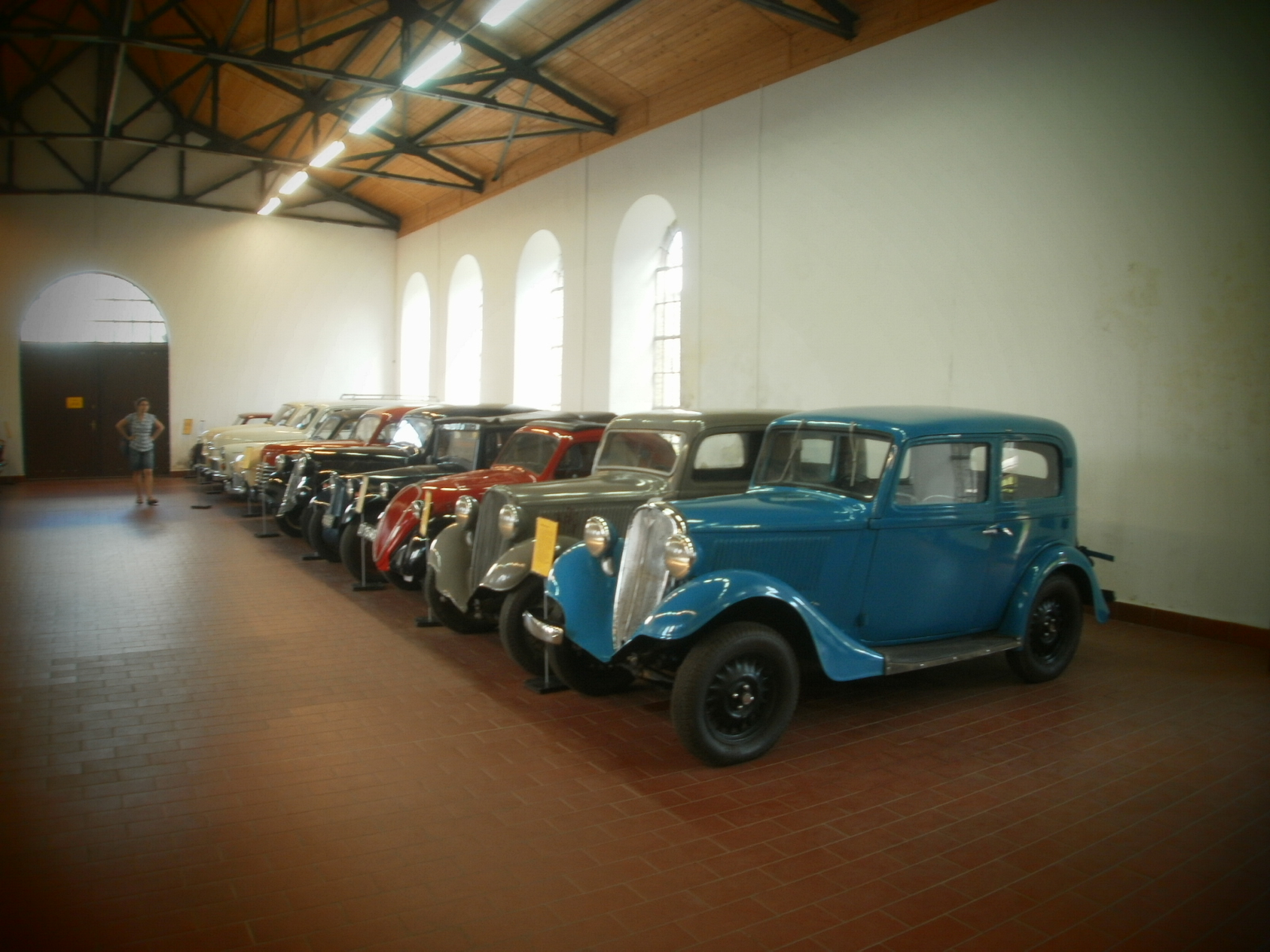
Wystawa motoryzacyjna